# Championnat de Finlande de football 1940
Navigation
Saison précédente Saison suivante
La saison 1940 du Championnat de Finlande de football était la 11e édition du championnat de première division en Finlande. 
Le championnat n'est pas joué cette saison-là. Une simple coupe avec seulement 4 clubs remplace cette compétition.
C'est le Sudet Viipuri qui remporte la compétition. C'est le 1er titre de champion de Finlande de l'histoire du club.

## Participants
- TPS Turku
- VPS Vaasa
- Sudet Viipuri
- HJK Helsinki

## Résultats

### Demi-finales
| Équipe 1      | Score | Équipe 2     |
| TPS Turku     | 6–3   | VPS Vaasa    |
| Sudet Viipuri | 2–1   | HJK Helsinki |

### Finale
| Équipe 1      | Score | Équipe 2  |
| Sudet Viipuri | 2–0   | TPS Turku |